# جائزة كندا الكبرى 2011
جائزة كندا الكبرى 2011 (بالإنجليزية: 2011 Canadian Grand Prix)‏ هو سباق فورمولا 1 أقيم في حلبة جيل فيلنوف، مونتريال، كندا. كان السابع من أصل 19 في بطولة العالم لسباقات الفورمولا واحد موسم 2011. حلّ البريطاني جنسن باتون أولا بينما جاء الألماني سباستيان فيتل في المركز الثاني وحصل على المركز الثالث الأسترالي مارك ويبر.